# Dogman (Album)
Dogman ist das fünfte Studioalbum der Metal- und Hard-Rock-Band King’s X. Es ist das zweite bei Atlantic Records und das erste, das von Brendan O’Brien produziert wurde. Es erschien im Januar 1994.

## Musikstil und Texte
Dogman wies einen druckvolleren Klang auf als vorhergehende King’s-X-Alben, wenngleich der selbstbetitelte Vorgänger bereits deutlich Metal-ähnlicher ausgerichtet war als die Frühwerke. Charakteristisch für das Album ist die Produktion O’Briens, der auch für viele Grunge-Bands tätig war, zum anderen aber auch das oft melodische, bis auf eine Ausnahme (Go to Hell) Midtempo-orientierte Songwriting. Dennoch finden sich neben dem eingängigen Titelstück und Opener einige Blues-beeinflusste (Shoes) und ruhigere (Flies and Blue Skies) Stücke auf dem Album. Andere Lieder weisen auch Funk-(Rock-)Anleihen auf (Black the Sky), auch die Beatles und Progressive-Rock-Elemente wie Tempowechsel oder ungewöhnliche Taktarten flossen mit ein. Doug Pinnick äußerte 1999 zum Album: „For me personally, the Dogman record is what King’s X really sounds like. The self-titled record was a step and an eye-opener and after that we could just make our music.“
Die Texte waren zum Teil christlich-spiritueller Natur, jedoch war der Ansatz deutlich desillusionierter als auf vorhergehenden Alben. 2006 sagte Doug Pinnick: „… all of the records are always me questioning ‚Is this really it?‘ because I grew up in a religious family all my life and I have always been going: something ain’t right here. So I have always sung about what I thought wasn’t right – my confusion and my disillusion with it. And then finally when Dogman came out I just spewed it all out. I was pissed at that point. Everybody was like: ‚he’s not Christian anymore.‘ Everybody got freaked out.“

## Entstehung
Dogman wurde mit Nick DiDia in Atlanta aufgenommen. Brendan O’Brien, der auch Keyboard und Percussion beisteuerte, produzierte das Album und mischte es ab. Nur das Hendrix-Cover Manic Depression wurde von Nick DiDia abgemischt.
Das Album erschien mit einem stilisierten Hund auf dem Cover, es erschien in roter, blauer, gelber und grüner Farbe, wobei der musikalische Inhalt jeweils gleich war.

## Rezeption
Das Album erreichte Platz 88 der Billboard 200. Holger Stratmann schrieb im Magazin Rock Hard, Dogman sei „gnadenlos heavy produziert. Wenn Doug Pinnick seinen Bass anschlägt und Jerry Gaskill in die Bassdrum kickt, kriegen die Nachbarn ’ne Herzkrise.“ Die härteren Stücke verglich er mit Helmet, Go to Hell mit den Ramones. Dennoch sei es der „klassische Hard Rock“, den die Band mit dem Album wiederbelebe. Er vergab neun von zehn Punkten.

## Titelliste
Alle Stücke geschrieben von Pinnick, Tabor, Gaskill, außer wo angegeben.
| Nr. | Titel                | Autor(en)    | Länge |
| --- | -------------------- | ------------ | ----- |
| 1.  | Dogman               |              | 4:01  |
| 2.  | Shoes                |              | 3:29  |
| 3.  | Pretend              |              | 4:36  |
| 4.  | Flies and Blue Skies |              | 5:00  |
| 5.  | Black the Sky        |              | 4:32  |
| 6.  | Fool You             |              | 4:31  |
| 7.  | Don’t Care           |              | 4:39  |
| 8.  | Sunshine Rain        |              | 4:35  |
| 9.  | Complain             |              | 3:19  |
| 10. | Human Behavior       |              | 4:28  |
| 11. | Cigarettes           |              | 5:52  |
| 12. | Go to Hell           |              | 0:51  |
| 13. | Pillow               |              | 4:24  |
| 14. | Manic Depression     | Jimi Hendrix | 4:59  |